# Paralastor commutatus
Paralastor commutatus är en stekelart som beskrevs av Perkins 1914. Paralastor commutatus ingår i släktet Paralastor och familjen Eumenidae. Inga underarter finns listade i Catalogue of Life.